# Classe 250
La classe 250 era una delle classi del motomondiale, in cui correvano moto di cilindrata pari a 250 cm³ con motori due tempi fino al 2009; è stata sostituita dal 2010 dalla Moto2.

## Storia
Questa classe fu una delle prime cinque classi istituite per il motomondiale (125, 250, 350, 500 e sidecar) nel 1949. La prima gara coincise infatti con quella d'esordio del nuovo campionato mondiale, al Tourist Trophy 1949.
Agli albori, si ebbe una dominanza italiana sia per quanto riguarda il titolo costruttori che per il titolo piloti: nei primi anni, fino al 1960, ottennero 10 titoli costruttori (nel 1954 il titolo costruttori non viene assegnato) e 8 titoli pilota, mentre il resto dei titoli venne conquistato dai tedeschi, inoltre c'è una continua crescita di popolarità con i primi piloti extraeuropei (Gary Hocking).

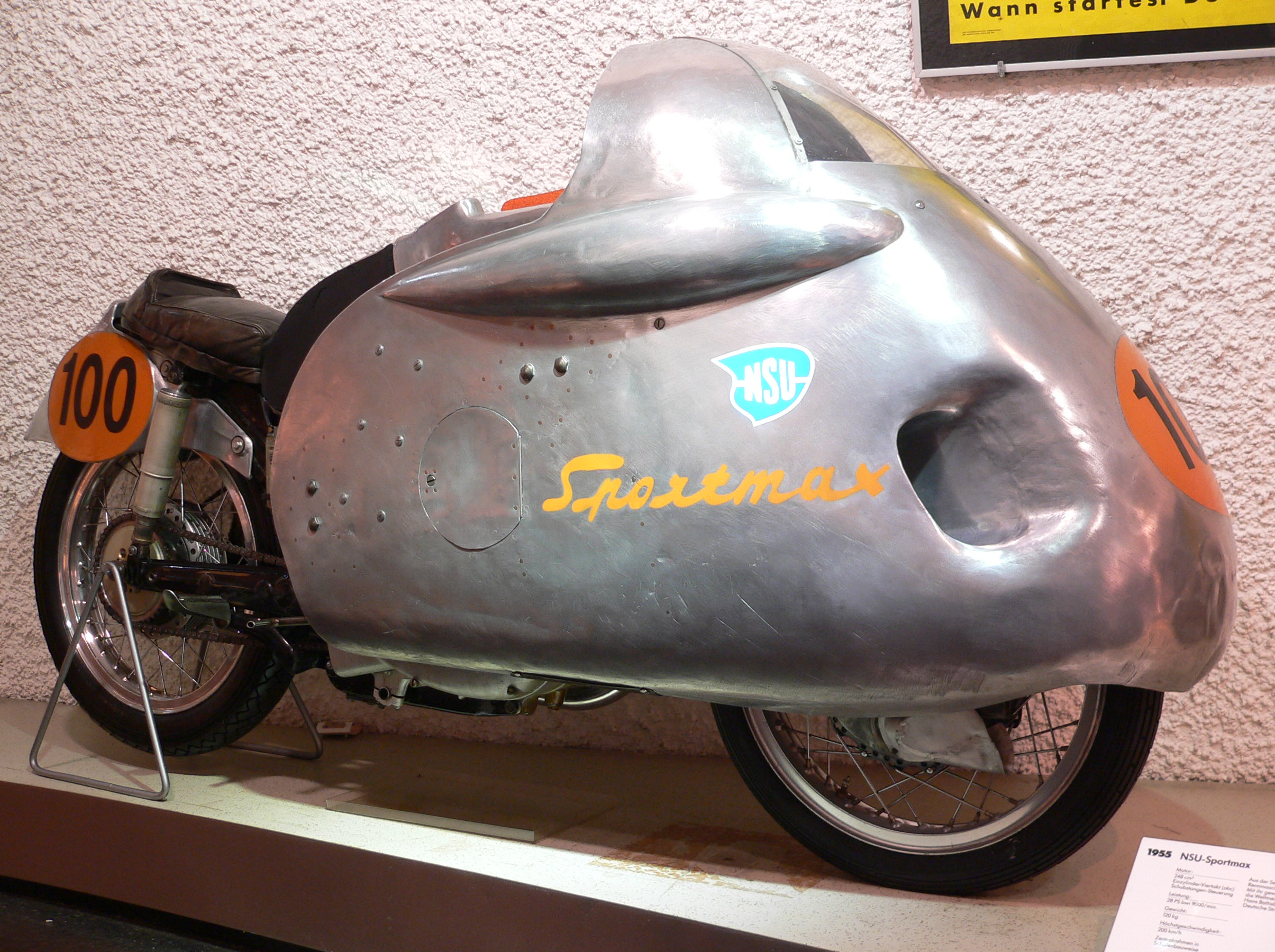
NSU Sportmax (1955)

Dal 1961 al 1990 si registrò l'arrivo vincente dei primi costruttori giapponesi (Honda, Kawasaki e Yamaha) che conquistarono tutti i titoli costruttori ad eccezione delle edizioni del 1969, 1974, 1975, 1976, che vennero invece conquistati dalla Benelli e dalla Harley Davidson (sotto Aermacchi), mentre il titolo del 1976, vinto dall'Harley Davidson, non venne assegnato perché non venne pagata la tassa per l'iscrizione al campionato marche.
I piloti italiani conquistarono il titolo nelle stagioni 1974, 1975, 1976 e 1977. In questo periodo si passa dalla motorizzazione a quattro tempi (che ha visto un'imponente evoluzione e sperimentazione) alla motorizzazione a due tempi, che continuarono a dominare anche negli anni successivi.
Dal Motomondiale 1991 a quello del 2009, si ha una alternanza di vittorie tra costruttori giapponesi e italiani, mentre tra i piloti primeggiano quelli italiani con 10 titoli.
Il 27 giugno 2008 la FIM decise che, a partire dal 2011, la classe 250 sarebbe stata sostituita con una nuova classe in cui si sarebbe gareggiato con motori a quattro tempi da 600 cm³ e 4 cilindri al massimo. La decisione venne confermata dalla stessa FIM con un comunicato ufficiale, diramato l'11 dicembre 2008, nel quale fu stabilita la denominazione di Moto2 per la nuova classe motoristica. La nuova categoria ha poi preso il via già dal 2010 e non dal 2011, come era stato programmato inizialmente.

## Regolamento tecnico

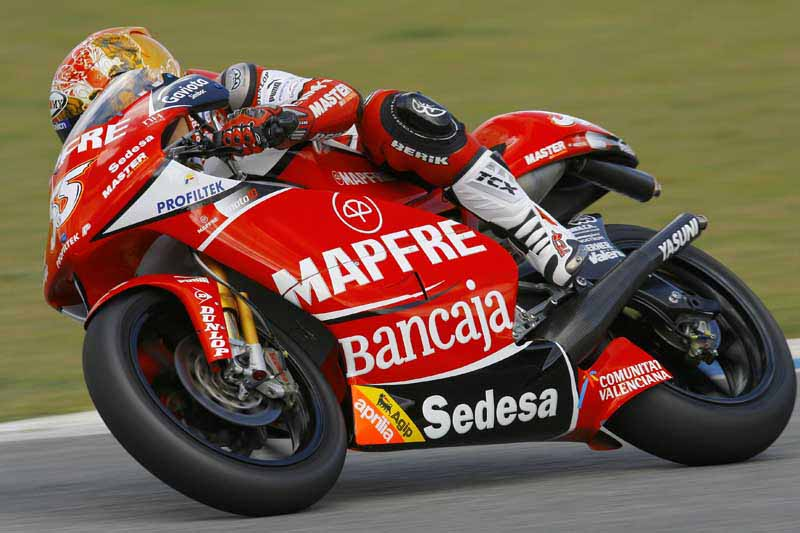
Aprilia RSV 250 (2008)

Il regolamento imponeva d'avere un peso minimo delle moto (indiscriminatamente se monocilindrica o bicilindrica) che fino al 1991 era pari a 90 kg, poi dal 1992 al 2004 era pari a 95 kg; in seguito il limite è stato innalzato a 100 kg, con un serbatoio da massimo 23 litri. A partire dal 1970 i motori, in precedenza anche plurifrazionati, vennero limitati al massimo a bicilindrici.
Per partecipare a questa categoria, i piloti dovevano aver compiuto il 16º anno d'età.

## Statistiche
Nella storia del motomondiale sono state disputati 716 Gran Premi in questa categoria (spesso nelle statistiche viene considerato anche la gara del Gran Premio motociclistico di Indianapolis 2008 annullato poco prima del via, portando il totale a 717); 84 edizioni sono state disputate sul territorio britannico e altrettante su suolo spagnolo. Il Gran Premio nazionale che ha avuto più edizioni della 250 sullo stesso circuito è il GP d'Olanda, per 58 volte sul circuito di Assen.
Per quanto riguarda i piloti, tra i 742 che hanno conquistato almeno un punto, 137 erano di nazionalità britannica, 108 italiana e 84 tedeschi. Quello che ha conquistato il numero maggiore di punti è però il giapponese Tetsuya Harada che ne ha totalizzati 1.357, precedendo Max Biaggi con 1.268 e Ralf Waldmann con 1.166. Una sola donna è stata classificata, si tratta di Katja Poensgen che ha conquistato 3 punti iridati nel motomondiale 2001.
I detentori del record di campionati mondiali vinti in questa categoria sono Max Biaggi e Phil Read: ciascuno di loro ha vinto in carriera 4 titoli iridati.
Per quanto riguarda le singole vittorie in 250, la classifica è capeggiata da Anton Mang con 33 successi; il pilota tedesco precede Max Biaggi e Phil Read con 29 e 27 vittorie rispettivamente. Per quanto riguarda le case costruttrici i primi posti sono appannaggio di Honda, Yamaha e Aprilia con 207, 164 e 143 successi.
La wild card Marcellino Lucchi è il pilota che ha corso più stagioni come wild card in 250 dal 1982 fino al 2004.